# VLゴシック
VLゴシック（ぶいえるごしっく）とは、Project Vineの鈴木大輔を中心に開発されている、M+ OUTLINE FONTSとさざなみゴシックとの合成フォントである。OpenType（TrueTypeベース）となっており、一部の文字はM+ OUTLINE FONTS の文字部品を元に作字されている。文字集合はJIS X 0208準拠のためJIS90の字体を取り扱うことが可能なほか、JIS X 0212を完全収録しており、JISコードに存在しない文字も一部収録されている。JIS X 0213への対応は、字形への切り替えをIVSおよびOpenType Feature Tagでサポートする。
開発元であるVine Linuxで標準フォントとして使用されている他、一時期ライセンス等の問題でIPA系フォントが採用できなくなったUbuntuでも標準フォントとして採用されていたこともある。

## 種類
括弧内は英語環境での表記。
- VL Pゴシック (VL PGothic)  - 可変幅フォント
- VL ゴシック (VL Gothic)  - 固定幅フォント